# Kian's Bizarre B&B
Kian's Bizarre B&B (대환장 기안장?, Daehwanjang Gi-anjangLR) è un reality show sudcoreano distribuito su Netflix.

## Produzione
Kian's Bizarre B&B ha preso forma mentre il produttore Jung Hyo-min e la scrittrice Yoon Shin-hye si domandavano come reinventare un loro programma precedente, Hyo-rine minbak (lett. "Il bed & breakfast di Hyo-ri"), per un pubblico più contemporaneo. Il 5 giugno 2024 Netflix Korea ha annunciato che il fumettista e personaggio televisivo Kian84 avrebbe collaborato con lo staff di Hyo-rine minbak per un nuovo programma di intrattenimento in cui avrebbe aperto e gestito una guest house per giovani sull'isola di Ulleungdo; i casting degli ospiti sono stati aperti quello stesso giorno, mentre le riprese si sono tenute tra luglio e agosto. Il cantante Jin dei BTS e l'attrice Ji Ye-eun, che per l'occasione ha preso la patente nautica, sono stati assunti come staff della pensione e assistenti di Kian84. Quest'ultimo ha progettato di persona la guest house, costruita su una chiatta in mezzo al mare con una struttura eccentrica, ispirata alla sitcom Jibung tturko high kick! e alla vita nell'esercito: l'ingresso è posizionato al secondo piano e può essere raggiunto soltanto scalando una parete alta 3,8 metri, mentre per uscire si usano degli scivoli, uno dei quali porta direttamente in acqua; i letti sono all'aperto, appesi alle pareti esterne, e per accedere alla cucina e lasciarla bisogna obbligatoriamente arrampicarsi su un palo verticale. È stata realizzata anche una dépendance nella foresta dell'isola recuperando un vecchio capanno abbandonato, raggiungibile soltanto percorrendo una monorotaia tra i cespugli. La pensione è rimasta aperta per dieci giorni.
Il 4 febbraio 2025 è stato annunciato che il programma sarebbe stato distribuito su Netflix nel secondo trimestre dell'anno; la data effettiva del debutto è stata comunicata a marzo: sono state distribuite tre puntate settimanali per un totale di nove a partire dall'8 aprile.
L'11 luglio 2025 è stata annunciata una seconda edizione.

## Accoglienza
Nel giorno della sua uscita, Kian's Bizarre B&B è entrato nella top 10 dei programmi non in lingua inglese più visti su Netflix nel mondo al sesto posto, così come nelle top 10 nazionali di Corea del Sud, Hong Kong, Singapore, Indonesia e Filippine, registrando 2 milioni di visualizzazioni. Gli spettatori coreani hanno apprezzato che i sottotitoli internazionali abbiano usato il nome coreano Dokdo anziché quello giapponese di Takeshima per le Rocce di Liancourt, oggetto di una disputa territoriale tra Corea del Sud e Giappone dagli anni Cinquanta.
Joel Keller di Decider ha consigliato Kian's Bizarre B&B, ritenendolo "una serie divertente incentrata su uno degli edifici più folli che abbiamo mai visto al di fuori di un parco a tema, e su un proprietario che vuole che tutti apprezzino la follia al suo interno". Secondo il critico di cultura popolare Jeong Deok-hyeon, lo show ha richiamato programmi del passato come Muhan dojeon e 1bak 2il, la cui caratteristica era quella di far soffrire il cast il più possibile, e si è così differenziato dalla concorrenza, maggiormente focalizzata sul relax. Yang So-yeon del Maeil Business Newspaper ha trovato che l'idea della guesthouse caotica fosse curiosa e aiutasse il programma a differenziarsi da altri prodotti simili, apprezzando inoltre la chimica tra Kian84, Jin e Ji Ye-eun; ha però trovato che il senso dell'umorismo del proprietario non fosse adatto a tutti e che i primi due episodi procedessero in modo lento, dovendo presentare gli alloggi e il cast. Hardika Gupta di NDTV ha descritto Kian's Bizarre B&B come "un reality show che dà la sensazione che qualcuno abbia disegnato un incubo su un tovagliolo, lo abbia proposto a Netflix come sfida e in qualche modo sia riuscito a far approvare il budget", promettente dal punto di vista dei contenuti e piacevole se si cerca qualcosa di leggero, ma con poca sostanza; ha inoltre definito "sconcertanti" i continui riferimenti ai costumi indiani (tra cui mangiare con le mani e lavare i vestiti con i piedi), come se il programma stesse cercando di essere "culturalmente eccentrico". Per Joanne Soh di The Straits Times, "sebbene la serie sia all'altezza del suo titolo 'bizzarro', avrebbe dovuto chiamarsi The Jin Show, dato che la star K-pop è l'ancora dello show. [...] Il suo fascino disarmante e la sua naturalezza comica tengono a galla questo programma altrimenti ridicolo".

## Riconoscimenti
- Blue Dragon Series Award
  - 2025 – Miglior intrattenitore a Kian84[20]
  - 2025 – Premio influenza positiva LG U+ a Ji Ye-eun[20]
  - 2025 – Candidatura Miglior programma di varietà[21]
  - 2025 – Candidatura Miglior intrattenitrice a Ji Ye-eun[21]